# Императа
Импера́та (лат. Imperáta) — род травянистых растений семейства Злаки (Poaceae), распространённых в субтропических и тропических областях Земного шара.
Род назван в честь итальянского естествоиспытателя Ферранте Императо (1550—1631).

## Описание
Многолетние травянистые растения. Корневища длинные, ползучие. Стебли прямостоячие, выполненные, 20—150 см высотой. Листовые влагалища обычно голые и гладкие; язычки перепончатые, по краю короткореснитчатые; пластинки линейные, плоские или рыхло вдоль сложенные, очень жёсткие.
Общие соцветия — густые, бело-серебристые, цилиндрические колосовидные метёлки. Зерновки эллипсоидальные, свободные, коричневые.

## Виды
Род включает 11 видов:
- Imperata brasiliensis Trin.
- Imperata brevifolia Vasey
- Imperata cheesemanii Hack.
- Imperata condensata Steud.
- Imperata conferta (J.Presl) Ohwi
- Imperata contracta Hitchc.
- Imperata cylindrica (L.) P.Beauv. — Императа цилиндрическая
- Imperata flavida S.M.Phillips & S.L.Chen
- Imperata minutiflora Hack.
- Imperata parodii Acev.-Rodr.
- Imperata tenuis Hack.